# ジュリアン・ストローザー
ジュリアン・リー・ストローザー（Julian Lee Strawther 2002年4月18日 - ）は、アメリカ合衆国・ネバダ州ラスベガス出身のプロバスケットボール選手。NBAのデンバー・ナゲッツに所属している。ポジションはスモールフォワード。

## 経歴

### ハイスクール
3年時に1試合平均27.3得点、8.8リバウンドを記録した。4年時には1試合平均31.5得点、11.1リバウンド、2.2アシストを記録し、サウスイーストリーグMVPに選出された。フープホールウェストという大会で、アポロ高等学校との試合で51得点を記録し、大会新記録を樹立した。高校在籍期間は1試合平均得点、リバウンドでチームトップのスタッツを記録した。マーケット大学、フロリダ大学、UNLVへの進学も検討していたが、ゴンザガ大学に進学した。

### カレッジ
1年時はコーリー・キスパートの控えとして1試合平均3.4得点を記録し、チームもNCAAトーナメント準優勝を果たした。2021年11月15日のアルコーン州立大学との試合では、18得点を記録した。2年時には1試合平均11.8得点、5.4リバウンドを記録した。シーズン終了後に2022年のNBAドラフトへのアーリーエントリーを表明したが、後にこれを撤回し、大学3年目を迎えることを決めた。2023年1月28日のポートランド大学との試合で、キャリアハイの40得点を記録した。

### デンバー・ナゲッツ
2023年のNBAドラフトで、全体29位でインディアナ・ペイサーズに指名され、デンバー・ナゲッツにトレードされた。2023年7月6日、正式にナゲッツと契約した。

## 国際キャリア
2019FIBA U19バスケットボール・ワールドカップにプエルトリコ代表として出場し、1試合平均22得点、6.1リバウンドを記録し、チームの6位フィニッシュに大きく貢献した。5位決定戦のロシア代表との試合では40得点、10リバウンドをマークした。

## 人物
ラスベガス出身だが、プエルトリコにルーツを持っている。9歳の時に、母親を乳癌で亡くしている。姉のパリはUNLVでプレーしていた。父方の祖父はネバダ州の新聞社のひとつであるラスベガス・センチネル紙の創設者である。

## 個人成績

### NBA

#### レギュラーシーズン
| シーズン | チーム | GP  | GS | MPG  | FG%  | 3P%  | FT%  | RPG | APG | SPG | BPG | PPG |
| -------- | ------ | --- | -- | ---- | ---- | ---- | ---- | --- | --- | --- | --- | --- |
| 2023–24  | DEN    | 50  | 0  | 10.9 | .369 | .297 | .710 | 1.2 | .9  | .3  | .1  | 4.5 |
| 2024–25  | DEN    | 65  | 4  | 21.3 | .432 | .349 | .822 | 2.2 | 1.3 | .6  | .2  | 9.0 |
| 通算     | 通算   | 115 | 4  | 16.8 | .412 | .332 | .793 | 1.8 | 1.1 | .5  | .2  | 7.1 |

#### プレーオフ
| シーズン | チーム | GP | GS | MPG | FG%  | 3P%  | FT%  | RPG | APG | SPG | BPG | PPG |
| -------- | ------ | -- | -- | --- | ---- | ---- | ---- | --- | --- | --- | --- | --- |
| 2024     | DEN    | 3  | 0  | 5.3 | .333 | .250 | .500 | .7  | .0  | .3  | .0  | 2.3 |
| 2025     | DEN    | 9  | 0  | 9.8 | .433 | .500 | .857 | 1.0 | .2  | .2  | .1  | 4.2 |
| 通算     | 通算   | 12 | 0  | 8.7 | .417 | .438 | .727 | .9  | .2  | .3  | .1  | 3.8 |

### カレッジ
| シーズン | チーム   | GP | GS | MPG  | FG%  | 3P%  | FT%  | RPG | APG | SPG | BPG | PPG  |
| -------- | -------- | -- | -- | ---- | ---- | ---- | ---- | --- | --- | --- | --- | ---- |
| 2020–21  | ゴンザガ | 25 | 0  | 7.4  | .517 | .321 | .696 | 1.2 | .0  | .2  | .0  | 3.4  |
| 2021–22  | ゴンザガ | 32 | 31 | 26.8 | .498 | .365 | .705 | 5.4 | 1.1 | 1.0 | .2  | 11.8 |
| 2022–23  | ゴンザガ | 37 | 37 | 31.2 | .469 | .408 | .776 | 6.2 | 1.3 | .8  | .4  | 15.2 |
| 通算     | 通算     | 94 | 68 | 23.4 | .484 | .384 | .745 | 4.6 | .9  | .6  | .2  | 10.9 |